# Naroczyce
Naroczyce est une localité polonaise de la gmina de Rudna, située dans le powiat de Lubin en voïvodie de Basse-Silésie.